# Lampshade
Lampshade war eine dänisch-schwedische Band aus Malmö, die 2000 gegründet wurde. Die Band vereinte verschiedene Stile von Rock in ihrer Musik. So waren neben Singer/Songwriter-Einflüssen auch Elemente des Post-Rock, des Slowcore und später auch Pop im Klang verankert. Die Musikzeitschrift Eclipsed nannte diese Mischung Artrock, die Musiker selber bezeichneten ihren Stil, der vor allem durch eine Kombination von wuchtigen Gitarrensounds mit akustischen Instrumenten wie Hörnern und Streichern gekennzeichnet war, „Beautiful Noise“.
Bemerkenswert war dabei auch die Stimme der Leadsängerin Rebekkamaria, der eine Klangähnlichkeit zur „jungen Björk“ nachgesagt wurde.

## Bandgeschichte
Die Band wurde 2000 von Johannes Dybkjær Andersson gegründet, zunächst ohne Ambitionen auf eine professionelle Karriere. Kurz darauf verließ der (in Rückblicken namentlich nie genannte) Sänger die Gruppe und wurde 2001 durch Rebekkamaria Andersson ersetzt, die die verbliebenen Mitglieder auf einem Punkfestival in Norwegen kennenlernten. Die Band übernahm fast alle Aufgaben wie Merchandising, Management und Produktion selbst. Der Tontechniker des ersten Albums, Erik Nylén, trat ihr kurz nach der Veröffentlichung als Mitglied bei.
Nach der Einspielung des Debüts „Because Trees Can Fly“ schloss Lampshade einen Vertrag mit Glitterhouse Records ab, einer deutschen Independent-Plattenfirma. Im Februar 2009 gab Lampshade bekannt, dass die gerade begonnene Tour durch Europa ihre Abschiedstournee sein werde, da sich die einzelnen Musiker verstärkt ihren Soloprojekten widmen wollten, zumal diese ein größerer kommerzieller Erfolg zu werden versprachen.

## Soloprojekte
Mehrere Mitglieder verfolgen eigene Projekte: Adam Jacobsson und Henric Claesson spielen in This Is Head, Letzterer außerdem in Housewifelovers. Rebekkamaria Andersson verzeichnete Achtungserfolge mit der Elektropop-Band As In Rebekkamaria, ging dann aber auf Solopfaden, die – nach einer Ruhepause, in der sie als Krankenschwester arbeitete – in ein Duett mit dem Hymns from Nineveh-Mitglied Jonas Petersen als Rebekka Maria & The Hymnboy mündeten. Hier interpretiert sie Songs aus ihrer gesamten Karriere, also auch Lampshade-Stücke.

## Diskografie
Lampshade
- Adorable Void? (2002, EP)
- Because Trees Can Fly (2003, EP)
- Because Trees Can Fly (2003)
- Let’s Away (2006)
- Stop Pause Play (2009)

Soloprojekte
- Housewifelovers
  - Housewifelovers (2008)
- This Is Head
  - 0001 (2011)
- As In Rebekkamaria
  - Part Of The Game (2007)
  - She Lion (2007, EP)
  - Yours Truly (2008, EP)
  - Soul to my Soul (2008, EP)
  - Queen Of France (2008)
- Rebekka Maria
  - Sister Sortie (feministisches Konzeptalbum)